# 逆転裁判2
『逆転裁判2』（ぎゃくてんさいばんツー、英：Phoenix Wright: Ace Attorney – Justice for All）は2002年10月18日にカプコンから発売されたアドベンチャーゲーム。逆転裁判シリーズ第2作目。
キャラクターデザイン担当は岩元辰郎。BGM担当は木村明美。テレビCMでは、小雪と相島一之が出演、法廷シーンを再現した。

## システム
基本的なゲームシステムは前作と同様だが以下のような変更点がある。
- 『1』では「つきつける」コマンドの対象は「証拠品ファイル」だけだったが、本作品から「人物ファイル」もつきつけられるようになった。
- 法廷パートの尋問時に、証人の証言を先へ送ろうとした時、「うっかりキーを押し過ぎてループさせてしまう」というミス（スキップができない成歩堂のセリフが入った後、証言内容の先頭に戻ってしまう）が『1』では発生しやすかったが、『2』でこれに対して防止措置がとられた。
- 法廷パートで間違ったタイミングや証拠で異議を唱えた場合、『1』では1回の裁判につき4回のペナルティまで許される「回数制」だったが、本作品から「ゲージ」に変更された。
- 本作から、探偵パートで「サイコ・ロック」が導入された。
- 前作のゲームオーバー時の演出は法廷の扉が閉まる演出に「敗訴」の文字が表示されていたが、本作品以降は文字の表示がされなくなった。

## あらすじ
ストーリー進行時間は第2話→第1話→第3話→第4話の順。
第1話：失われた逆転
公園で婦人警官が恋人の男性警官を殺害した容疑で起訴された。弁護を引き受けた成歩堂だったが、開廷直前に何者かに殴られ記憶喪失になってしまう。自分が弁護士であることも思い出せないまま、成歩堂は法廷に立つこととなる。
第2話：再会、そして逆転
医療ミスで14人もの死者を出した「霧崎医院」の院長・霧崎哲郎が、自らの潔白を真宵の霊媒で証明するため、「成歩堂法律事務所」を訪れた。成歩堂は霧崎医師と共に真宵のいる倉院の里を訪れるが、霊媒中に霧崎が殺害されてしまう。容疑者である真宵を救うため、成歩堂は再び真宵の弁護を引き受ける。
『1』では話順と時間の進行が一致していたが、『2』以降は必ずしもそうではなく、この事件は第1話の2カ月前の出来事を回想している設定。
第3話：逆転サーカス
有名なサーカス団「タチミサーカス」の公演を観に来た成歩堂たち。その翌日、同サーカスの団長が殺害され、所属する大スターの天才マジシャン「マックス」ことマキシミリアン・ギャラクティカが殺人容疑で逮捕された。成歩堂はマックスの大ファンである真宵に引きずられ、留置所を訪れる。
第4話：さらば、逆転
「大江戸戦士トノサマン・丙（へい）！」の主役で大スターの王都楼真悟がライバル俳優の殺人容疑で逮捕された。その直後、真宵が営利誘拐され、成歩堂は「殺し屋」を名乗る誘拐犯から王都楼の弁護と「無罪判決」の要求を依頼される。このエピソードでは『逆転裁判』シリーズで初めてバッドエンドが登場する。

## 登場人物

### 『失われた逆転』
須々木 マコ（すずき マコ）[マコ]
声 - 花守ゆみり（ドラマCD『逆転の裁判SHOW』）
性別：女
被告人。元気一杯の婦人警官。初登場時22歳。眼鏡を掛け制服に赤い羽根を付けている。研修生時代に世話になった糸鋸を尊敬しており、糸鋸同様語尾に「ッス」と付ける癖がある。自他共に認める不幸体質。非番の日には裁判を見に行くほどの法廷マニアで、特に成歩堂の大ファン。今回の裁判で成歩堂に弁護を依頼していたが、成歩堂が何者かに消火器で頭を殴られ記憶喪失になったことに気付かないまま法廷に出廷した。これまでの被告人と違い被告席に座らず成歩堂共々弁護席に立ち、記憶喪失になった成歩堂に弁護のやり方を教える。『蘇る』第5話で写真で登場したが、マコが直接登場したのが本話から。
町尾 守（まちお まもる）
性別：男
被害者。派出所勤務の警察官。検察側は「マコとは恋人同士だった」と認識しており、糸鋸も「結婚の話が出ていた」と話しているが、マコは否定している。好きな色は黄色。野球が大好きだった。わんぱく公園の石垣の上からマコに突き落とされたとされ、首を骨折して死亡し、それと同時に落ちた弾みに腕時計が壊れており、解剖の結果、時間がはっきりした。即死に近い状態だったが、死に際に右手で地面の砂にマコの名字を示したダイイングメッセージを残し、彼の死体の下にはマコから突き落とされる寸前に奪ったとされる壊れた眼鏡があった。検察側はこの眼鏡をマコの眼鏡と見ているが、マコは「事件当日に偶然踏み潰した」と主張。事件当日である9月6日が誕生日だった。
名前由来が「街を守る」という意味から。
亜内 武文（あうち たけふみ）[アウチ]
声 - 浜亘
性別：男
本話の担当検事。成歩堂が初法廷の『蘇る』第1話で敗北した事が切掛で成歩堂に一方的にライバル視する様になるが検事としては相変わらず無能で甲高く叫ぶ「意義あり！」が全く持って頼りない。唱えた異議も苦し紛れが多く裁判長から度々却下されてしまい『蘇る』と比べ無能さが強調される。裁判が始まる前に「どれだけ成長したか見てあげましょう。ムネを借りるつもりでかかってきなさい。」と言うがその自信もどこから来るのか謎。『蘇る』では動作が『基本』『困惑』の2個だったが本作で『笑顔』『驚愕』が追加。笑顔の動作が右腕を折り曲げ右手が真直ぐで手首を曲げ額を叩き左手を右腕の二の腕に乗せる変な姿勢を見せる。それと同時に本話で事件の真実よりも自分の検事の名誉の為に法廷に立つ少々嫌味な人だと判明されたがどこか憎めない。
諸平野 貴雅（もろへいや たかまさ）[モロヘイヤ]
性別：男
目撃者。自称「ほぼ大学生」の浪人生。プライドの塊のような男で、全てにおいて一流でなければ気が済まず、それを理解できない者を三流呼ばわりし、やたらと見下す。首にマフラーを巻いている。

### 『再会、そして逆転』
霧崎 哲郎（きりさき てつろう）[キリサキ]
性別：男
被害者。「霧崎外科医院」院長。医者の腕は確かだが、ヒステリックで神経質な性格。話している最中に眼鏡がずり落ちることがある。看護師の医療ミスを巡る一件で患者離れが進んでいる。医療ミスを起こした直後に死亡した看護師を倉院流霊媒道の霊媒で呼び出し、事件に関する謝罪文を書かせることで、医院に対する悪評を振り払おうとした。
綾里 キミ子（あやさと キミこ）[キミコ]
性別：女
春美の母。綾里舞子の姉であり、千尋と真宵の伯母にあたる。非常に大きな結髪と呪詞が書かれた黒の着物が特徴。「ござあます」などの言い回しをする。渋いお茶と口がひしゃげるほど甘い大福を好む。本家の長女に生まれながら霊力が弱かったため、やむなく素質に恵まれた妹の舞子に倉院流家元の座を譲ったものの、家元であった舞子が失踪して以降は里の実質的な指導者として後進の指導にあたっている。娘の春美を大切に育てるあまり、異常なまでの溺愛ぶりを見せる。
葉中 のどか（はなか のどか）[ノドカ]
性別：女
超心理学（超常現象やオカルト）を研究している大学生。21歳。倉院の里の不思議な霊力について調べている折に、霧崎に倉院流霊媒道を紹介した人物。梵字の書かれたオレンジのセーター、奇妙な形のブレスレットなどのオカルトグッズに身を包み、どこか方向がずれた発言が特徴。そばアレルギー持ち。
大沢木 ナツミ（おおさわぎ ナツミ）[ナツミ]
演 - 谷村美月（実写版映画）
性別：女
目撃者。自称「スクープカメラマン」。前作の最終話で撮影した写真が心霊写真であることに気付き、これを契機に「オカルト系カメラマン」に転向して倉院の里を訪れていた。
葉中 未実（はなか みみ）[ミミ]
性別：女
「霧崎外科医院」に勤務していた看護師で、のどかの姉。三白眼が特徴。享年不明。生前は高級車を乗り回すほど羽振りの良い生活を送っていた。重大な医療ミスを起こして14人もの患者を死亡させてしまい、その数日後に交通事故により死亡。この一連の事件がゴシップとして取り上げられ、霧崎医院の風評被害を引き起こした。
堀田院長（ほったいんちょう）[ホッタ]
性別：男
自称「堀田クリニック院長」だが、実際は聴診器と白衣を無断で拝借している入院中の男性患者。すきっ歯と一本だけの金歯に加え、僅かに残った桃色の頭髪が特徴。若い女性に目がなく、女性の話になるといやらしい笑みを浮かべる。健康そうに見えるが、長期の入院患者らしく病院の内部事情に精通している。
綾里 供子（あやさと きょうこ）
性別：女
「倉院流霊媒道」の創始者。倉院の壺の中に魂が保存されていると言われている。元々は神に供える子としての巫女であったが、口寄せとして霊媒師の創始者となった。

### 『逆転サーカス』
マキシミリアン・ギャラクティカ[マックス]
性別：男
被告人。通称「マックス」で「マックス・ギャラクティカ」と呼ばれることもある。本名・山田 耕平（やまだ こうへい）。21歳。空中飛翔で名を馳せる世界的マジシャン。「ゴージャス」が口癖で、真宵や成歩堂などを「ハニィ」と呼ぶなど普段はキザな言動をとるが、実は小心者で田舎育ちらしく、ステージ前には牛乳を飲まないと落ち着かず、我を忘れると東北弁の訛りが出る。マジシャンを目指したのは「田舎の父ちゃんの借金を返したかった」ためである。ステージ衣装は「シルクハット」「マント」「白いバラ」の三点セットが特徴で、つけ睫毛を始めさまざまな化粧をした端正な顔立ちだが、動揺すると涙で化粧が流れるため黒い涙を流す。サーカス団「タチミサーカス」と独占契約を結んで人気を博しているが、何かと鼻につく言動が多いために団員たちとの折り合いは悪い。
本名の「山田耕平」に関するネタは思い付きで入れたもの。人物ファイルには本名の記載なし。
ベン[ベン]
性別：男
腹話術師。リロの相方。本名・木住 勉（きずみ べん）。31歳。長身で白のタキシードに大きな赤い蝶ネクタイが特徴。奇妙なほど口下手かつ臆病な人物で、リロがいないと会話すらままならない。実は腹話術が下手で口が動いている。
名前およびコンビ名由来が腹話術を意味する「ventriloquism（ベントリロキズム）」から。
リロ[リロ]
ベンの相方である人形であり、実際にはベンが腹話術で喋っている。ベンとは正反対の性格で、饒舌かつ情熱的だが少々ガラが悪い。自称「テノール歌手」で、しばしば即興の歌を披露するが歌詞は最悪。
名前由来がベン同様。
ミリカ[ミリカ]
性別：女
タチミサーカスの猛獣使いで団長の娘。タチミサーカスのアイドル。本名・立見 里香（たちみ りか）。16歳。頭に王冠を乗せ、額を見せ金髪に染めた金髪巻髪に右手に猛獣使いのステッキを持ち、スパンコールが付いた赤いレオタードを着用しており、常に体がキラキラしているのが特徴。サーカスで生まれ育ったため、トミー曰く「サーカスで繰り広げられる夢の世界が彼女の現実」という大変な世間知らず。マックスの帽子をデザインしたのは彼女である。サーカス団員の中ではマックスを嫌っていない数少ない人物。
立見 七百人（たちみ なおと）[ダンチョー]
性別：男
被害者。タチミサーカス団長。ミリカの父でアクロとバットの伯父。享年52。恰幅の良い体形に燕尾服を着用し、僅かに前髪が残った禿頭に大きな髭が特徴。ミリカに合わせてか髪と髭は金に染めている。他人のことを第一に考える優しい性格で苦労を共にしてきた古株のトミーを始め団員全員に慕われていた。しかし半年前にある理由でミリカの1番の親友だったタチミ･サーカスのライオン･レオンを射殺している。
名前由来が「立ち見が700人」という意味から。
トミー[トミー]
性別：男
目撃者。ピエロ。本名・富田 松夫（とみた まつお）。46歳。タチミサーカス創設時からの団員で、立見団長とは親友だった。ジョーク（ダジャレ）を連発しては自分で大笑いしている剽軽者だが、実は真面目な苦労人で、ベテランであるにもかかわらず観客の反応が薄いことを常に気にしており、自分より人気の高いマックスに嫉妬している。離婚した妻と妻に引き取られたトモコという娘がいる。
アクロ[アクロ]
性別：男
アクロバット芸人。バットの兄で、団長の甥。本名・木下 大作（きのした だいさく）。26歳。落ち着いた物腰で、日焼けした肌に筋骨隆々な身体が特徴。半年前に起こった練習中の事故で脊椎を損傷し、下半身麻痺となった現在は車椅子でのリハビリ生活を送っている。
名前由来が実在のサーカス団「木下大サーカス」から。
バット
性別：男
アクロバット芸人。アクロの弟で、団長の甥。本名・木下 一平（きのした いっぺい）。22歳。半年前に起こった練習中の事故が原因で意識不明の重体となり、病院で眠り続けている。
名前由来がアクロ同様。

### 『さらば、逆転』
王都楼 真悟（おうとろう しんご）[オートロ]
性別：男
被告人。映画制作会社「英都撮影所」に所属し、「大江戸戦士トノサマン・丙!」のトノサマン・丙役を務める人気絶頂のアクションスター。ホテル・バンドーの近くに私邸を構える。通称は「オートロ」。前髪が降りていて右目が常に隠れている。バイクレーサーとしても有名であり、劇中でも赤いバイクスーツを着用している。少々頼りない感じが漂い、何かにつけて通話機能のついたブレスレットで関係者に連絡を取る癖がある。藤見野とは公私にわたって険悪なライバル関係と噂されていたが、本人は眼中になかったとのこと。名前の由来は、「煮干」との対比にある「大トロ」から。
藤見野 イサオ（ふじみの イサオ）
性別：男
被害者。映画制作会社「光映撮影所」に所属し、「大江戸戦士トノサマン・丙!」に対抗して制作された「忍者ナンジャ」のナンジャ役を務めるアクションスター。少々老けてみえ、暑苦しい雰囲気を漂わせている（開発当初はベテランで、若手に押されているという設定だったため）。常に口には草をくわえている。自伝でクマと格闘したという話を語ったことからクマがトレードマークとなっており、控室にはクマのグッズが犇めいている。好きな色は赤で、キムチやケチャップを冷蔵庫に入れるほか、忍者ナンジャのギターの色にもなっている。王都楼とは公私にわたって険悪なライバル関係にあった。名前の由来は、「不死身なのに死んじゃった」イメージから。
華宮 霧緒（かみや きりお）[キリオ]
性別：女
目撃者。王都楼のマネージャー。眼鏡をかけ、徳利首のホルターネックを着ており、左手には常にスケジュール帳を携帯している。小柄な女性だが頭脳明晰でしっかりしており、王都楼から非常に頼りにされている。名前の「霧緒」は男か女かわからないような名前にしたくて入れた。苗字の「華宮」は神谷英樹に由来。
荷星 三郎（にぼし さぶろう）[ニボシ]
性別：男
目撃者。王都楼の先輩に当たるアクションスターで今は子ども番組で体操のお兄さんをしているが着ぐるみ姿のため未だに顔は知られていない。「ケチな」という枕詞を付けて話すまでに自分を卑下することが多い。『1』の事件以降も成歩堂たちと付き合いがあるようで、「全日本ヒーロー・オブ・ヒーロー」授賞式典が開催される「ホテル・バンドー・インペリアル」（成歩堂法律事務所前にある「板東ホテル（『2』以降はホテル・バンドー）」の系列店舗）に招待した。『トノサマン・丙!』にも続投を希望していたが、売れっ子の王都楼に押されて断念している。本作品で芸能界のゴシップが好きであったことが判明。
大場 カオル（おおば カオル）[オバチャン]
目撃者。警備員。イサオの大ファン。自称「魔性の女」。前作では通常の警備員の服装だったが、本作品では金魚鉢のようなフルフェイスヘルメットをかぶり、通信機のようなテープレコーダーを首から下げ、右手には「カタカタカタ‥‥」と音をたてる玩具の光線銃を持ち、まるで宇宙人のような風貌で登場する。調書にもこのヘルメットをかぶった姿のまま載っていたらしく、御剣は証言台に立つまで気付けなかった。前作の事件で英都撮影所の警備員をクビになったため、当初は御剣のボディガードになろうとしたが「そのようなアレは、困る」と断られた。今回も「マシンガントーク」は健在。
大沢木 ナツミ（おおさわぎ ナツミ）[ナツミ]
性別：女
演 - 谷村美月（実写版映画）
自称「イヤらしい芸能カメラマン」。倉院の里での事件をきっかけに標的を変更し、スターのスキャンダルを追いかけている。授賞式典会場となったホテルでの張り込み中、高価なカメラを何者かに盗まれてしまった。
堀田院長（ほったいんちょう）[ホッタ]
性別：男
負傷した冥の担当医。御剣からは本物の医師と勘違いされている。
天野 由利恵（あまの ゆりえ）
性別：女
霧緒の先輩マネージャー。2年前に自殺したが、遺書は見つかっていない。
田中 太郎（たなか たろう）[タナカ]
性別：男
王都楼家の執事。初老の男性。左目にモノクルを装着し、顔面中央に縦一文字の縫い目があり、常に朗らかで優しい笑みを浮かべる。王都楼や自身のことなど多くを語らない。成歩堂は「いかにも執事」といった印象を受けているが、本人は去り際に「人は見かけによらないと申しますよ」と、意味深な言葉を残す。
虎狼死家 左々右エ門（ころしや さざえもん）[コロシヤ]
プロの殺し屋。「虎狼死家」は屋号で100年前から続いている老舗で3代目。殺害現場に必ずサザエのカードを残す。仁義を何よりも重んじており、依頼人との信頼関係を大切にし「サービス」や「アフターケア」を徹底する一方で、裏切りを最も憎む。警察では一般の署員には知らない者も多く、特別捜査課がずっと追い続けているが未だ逮捕の手がかりはない。

## 開発
前作に続き本作のディレクターとなった巧舟としては前作の制作中盤ごろから、続編制作の意欲があったが、部長からは許可が下りなかった。そのため続編が作られる予定はなかったが、前作を気に入ったプロデューサーが続編の制作を決めた。前作開発終了後、長期休暇から戻ってきた巧に対してプロデューサーは全5話分のシナリオを3か月半の期間で仕上げるよう要求した。巧は前作のエピソードが平均で1本あたり1か月かかっていたことから、厳しい条件だと感じていたが、期間内にシナリオを完成させた。またプロデューサーから探偵パートに新規要素を追加するよう要請があったことから、「ウソを見破る」要素としてサイコ・ロックのアイデアを出し、1か月以上かけてシステム面を完成させた。
後は巧としては順調に制作が進む予定であったが、前作に登場した御剣怜侍の人気が高いことが判明し、主人公に対する負け役として使用しづらい状況になったことで、新たな検事役として狩魔冥を誕生させることになり、結果シナリオを大幅に書き直すことになった。またロムカートリッジの容量不足からエピソードを1話削ることになり、当初の全5話の予定が4話になったことでシナリオ全体の伏線を張りなおす羽目になった。
これらの作り直しによって季節は夏を迎え、秋ごろになると開発も終盤になりバグ修正がなされていった。そして2002年9月5日には、同20日から開催される東京ゲームショウ2002に出展されることが発表された。同年9月10日にはウェブサイトが開設され、本作の体験版を遊ぶことができるようになった。

## 評価
前作が口コミによって面白さが伝えられてヒット作となり、今作は発売日にはレジの前に列ができ、完売した店もあった。GAME Watchの田名網陽平は、前作よりもボリュームおよび難易度が増しているが、前作がやや簡単であったため、やりごたえがあるとし、キャラクターも個性的で、ストーリーと合わせればより楽しめると評価している。新規要素の心理錠（サイコ・ロック）に関しては、前作ではゲームオーバーになることがなかった探偵パートにも緊張感が出るようになり、どのようにして鍵を開けるのか考える楽しみがあると評価している。加えて田名網は逆転裁判が据え置き型ゲーム機で遊べるとしても、フルボイスやアニメーションになることでキャラクターの魅力は増すが、ゲームの魅力は増さないだろうとし、逆転裁判は携帯機として持ち歩いて、空いた時間に小説を読むように遊べるところに面白さがある語っている。
一方でディレクターの巧舟は本作の難易度の高さを「個人的に大きな反省点」として挙げている。
2003年12月19日には、翌月に発売を控えている『逆転裁判3』に合わせる形で廉価版であるベストプライス版が発売された。

## 関連商品
- 逆転裁判2 真相解明マニュアル（2002年12月12日発売）ISBN 4575163562
- 逆転裁判+逆転裁判2 オリジナル・サウンドトラック（2004年3月31日発売）[25]
- 逆転裁判サウンドBOX（逆転裁判 蘇る逆転〜逆転裁判3）（2012年2月8日発売）

## 他機種版
2005年1月11日にカプコンのケータイサイト「逆転裁判i」が開設され、iアプリ向けに配信開始された（第1話、第2話、3話、第4話）。
2006年1月10日にはEZアプリ向けに配信開始された（第1話、第2話、第3話、第4話）。
2006年3月31日にはパソコン版がソースネクストから発売された。また第1作、2作、3作をセットにした『逆転裁判 PC 1・2・3』も発売された。
2006年10月26日にはニンテンドーDS版が発売された。『逆転』第1話 - 『蘇る』第4話に加えられた変更と同様、タッチペン対応の証拠品リストやマイクでの音声認識機能と英語版の追加はあるものの、新エピソードやその他の追加要素はない。ただし、『蘇る逆転』の追加による一部設定の変更や、「看護婦」表記を「看護師」に変更するなどのテキストの変更はされている。またGBA版では全話を通して誤植が見られていたが、DS版ではほとんど修正されている。『蘇る』同様物語クリア後に物語のタイトルに絵が表示されるが、物語公式アートでなく主要人物が表示されるようになる。なお、DSにGBA版とDS版を同時に差し込むことで、最初から全てのエピソードを遊べるようになる。
- 関連商品
  - 逆転裁判2 オフィシャルコンプリートガイド（2006年10月26日発売）ISBN 4862330959

2010年1月26日にはWiiウェア版が配信開始された。
2012年11月1日にはauスマートパス向けのAndroid版として配信開始された。
2014年4月17日には『逆転裁判123 成歩堂セレクション』への収録作品の一つとしてニンテンドー3DS向けに発売された。